# Folkehjem
Folkehjem er et dansk forsamlingshus i Aabenraa, som blev erhvervet af Sprogforeningen i 1900. Det havde indtil da heddet Schweizerhalle. Bygningen blev i 1910-1911 under ledelse af arkitekterne Johannes Magdahl Nielsen og Jep Fink udvidet og rummede bl.a. mødelokaler, udlåns- og læseværelser og en restauration. På et møde i Folkehjem i november 1918 krævede den sønderjyske politiker H.P. Hanssen sønderjydernes ret til national selvbestemmelse.
Folkehjem blev en selvejende institution i 1965. På Folkehjem findes billedsalen med portrætter af førende skikkelser på dansk side i nationalitetskonflikten mellem dansk og tysk i Sønderjylland i 1800-tallet. Bygningen huser siden 1973 Aabenraa-bibliotekerne (tidl. det sønderjyske landsbibliotek).
- Biblioteket (til venstre) og den fælles hovedindgang
- Billedsalen
- Den nordlige del af Genforeningsparken der er anlagt i anledning af 100-året for Genforeningen i 1920.